# Virágvölgyi András
Virágvölgyi András (Paks, 1976. május 26. –) történész, tipográfus, egyetemi oktató. A Sequens – Magyar történelem, Sequens – Egyetemes történelem és A király – Hunyadi Mátyás arcai című könyvek szerzője.

## Tanulmányai
A gimnáziumi tanulmányok után a Tótfalusi Kis Miklós Nyomdaipari Szakközépiskolában 1996-ban kiadványszerkesztő képesítést szerzett. 2001-ben végezte el az Eötvös Loránd Tudományegyetem történelem szakát.

## Pályafutása
Az egyetemi évek alatt és a diplomázást követően a Pytheas Kiadónál dolgozott, ekkor, 2001-ben vett részt az Országos Széchényi Könyvtár és a Xerox Magyarország Corvinákat digitalizáló projektjében. Tanított a Moholy-Nagy Művészeti Egyetemen, az IBS-en (International Business School, Budapest) és a Nyugatmagyarországi Egyetemen. Jelenleg posztgraduális tipográfusképzés keretében oktat elméleti tárgyakat a Metropolitan Egyetemen . Több ismeretterjesztő könyv szerzője, melyeknél elsődleges szempontnak tekinti a tipográfiai forma és a tartalom egységét: Sequens – Magyar Történelem , Sequens – Egyetemes történelem, A király – Hunyadi Mátyás arcai , melyek közül a magyar történelemről szóló kötet elnyerte a HunDidac díjat 2004-ben. Mozgóképes formában is folytatja az ismeretterjesztő munkát: Az őskor , Az ókori Egyiptom , Athén három nap alatt , A Parthenón .

## Publikációk
- Sequens – Magyar történelem. Képzőművészeti Kiadó, Budapest, 2001. HunDidac díjas kiadvány. ISBN 963-336-876-6 [9]
- A király – Hunyadi Mátyás arcai. Pytheas Kiadó, Budapest, 2008. ISBN 978-963-9746-16-9 [10] [11] [12] [13] [14]
- Sequens – Magyar történelem. Budapest, Scolar Kiadó, harmadik, átdolgozott, bővített kiadás. 2012. ISBN 978-963-244-39-28[15][16]
- Sequens – Egyetemes történelem. Budapest, Műszaki Kiadó, 2015. ISBN 978-963-166-630-4 [17] [18][19]
- Balassi Bálint kiállítás és Balassi Bálint: a költő élete és versei című kiadvány tervezőszerkesztője E. Csorba Csillával és Várkonyi Gáborral. Petőfi Irodalmi Múzeum, Budapest, 2004.[20]
- Aldus Manutius In: Magyar Grafika, (2007) 1. sz. 56-58. [21] [22]
- Aldus Manutius tipográfus, a hordozható könyv feltalálója. Would Aldus Manutius have used TEX? Angol nyelvű előadás a debreceni EuroTEX konferencián. Debrecen, 2006. [23][24]
- 1956-os forradalom emlékére a külügyminisztérium által készített kiállítás tervezőszerkesztője | szerkesztő: Szalipszki Endre. Budapest, 2006.
- Bartók Béla emlékkiállítás tervezőszerkesztő | szerkesztő: Vikárius László zenetörténész. Budapest, 2006.
- Szent Korona. A külügyminisztérium magyar királyi koronát bemutató vándorkiállításának tervezőszerkesztője | szerkesztő: Dr. Tóth Endre történész. Budapest, 2007.
- Batthyány, az első magyar miniszterelnök. A külügyminisztérium magyar nagykövetségeken bemutatott többnyelvű vándorkiállításának tervezőszerkesztője | szerkesztő: Szalipszki Endre. Budapest, 2007.
- Páneurópai piknik: német–magyar kapcsolatok a rendszerváltozás idején. A külügyminisztérium magyar nagykövetségeken bemutatott többnyelvű vándorkiállításának tervezőszerkesztője. Budapest, 2009.
- Magyarország. A külügyminisztérium magyar nagykövetségeken bemutatott többnyelvű vándorkiállításának tervezőszerkesztője | szerkesztő: Bába Ágota. Budapest, 2010.
- Sequens – Magyar történelem. Mobilalkalmazás. Budapest, 2012. [25]
- US History (Az Egyesült Államok története). Angol nyelven. Mobilalkalmazás. Budapest, 2010.
- Betűk. Mobilalkalmazás Virágvölgyi Péter: A tipográfia mestersége című könyve alapján. Budapest, 2015. [26]
- Gondolatok a 20 éves Typoszalon egyesület jubileumi kiállítása kapcsán. [27]
- Az őskor. Ismeretterjesztő film. [5]
- Az ókori Egyiptom. Ismeretterjesztő film. [6]
- Athén három nap alatt. Ismeretterjesztő film. [7]
- A Parthenón. Ismeretterjesztő film. [8]

## Kitüntetések
- Balassi Bálint emlékérem. 2004. A Balassi-emlékév során végzett tevékenységéért.